# Traitements conservateurs des bois

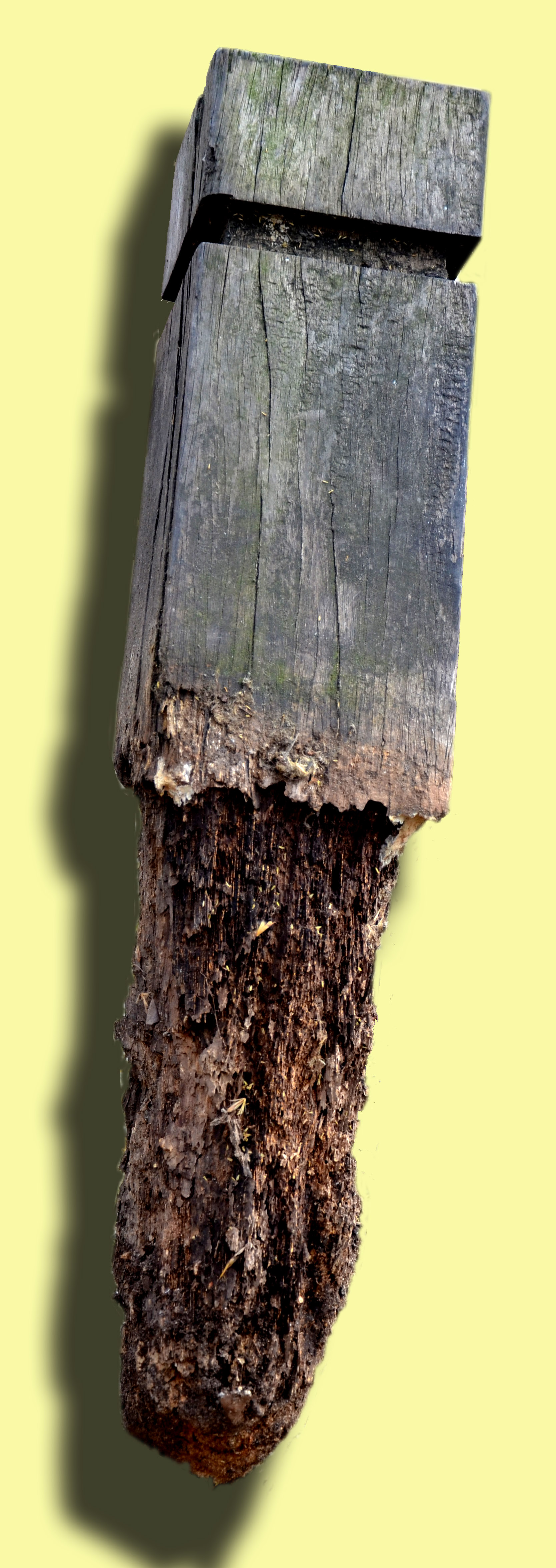
Dans un sol humide et oxygéné, il existe peu de traitement permettant aux bois vulnérables (ici résineux) de résister longtemps à la dégradation bactérienne et fongique

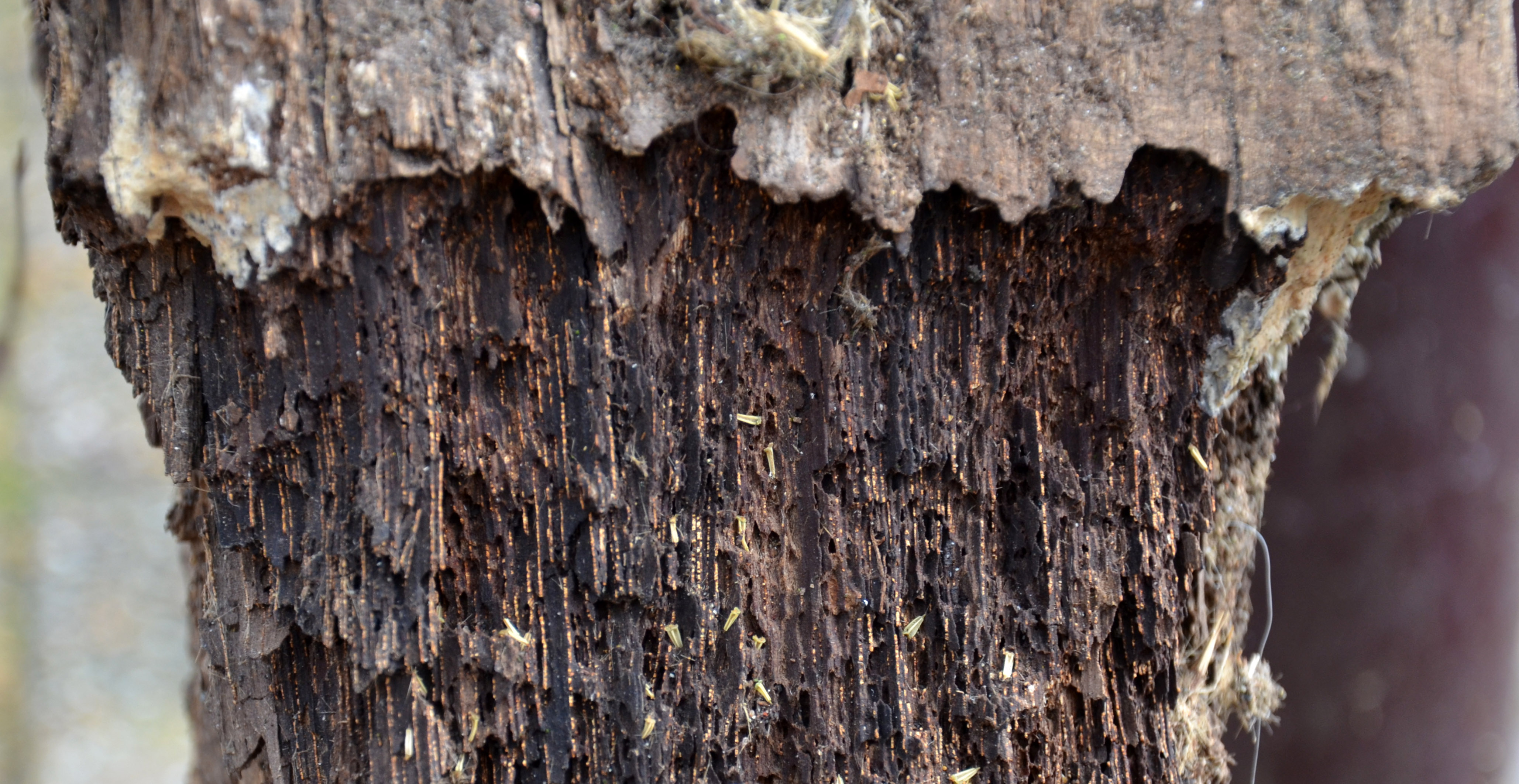
Détail de la photo ci-dessus

Longtemps, les traitements conservateurs des bois n'ont pas fait appel à des produits chimiques (fongicides, algicides, ou insecticides). Les traitements conservateurs des bois sont aujourd'hui nombreux. Ils se font par application externe, imprégnation, chauffage, etc. Ce sont des traitements:
- physiques (séchage, rétification, traitement thermique)
- par des produits naturels (huile de lin, vernis de gomme-laque, cire d'abeille, colophane...) ou
- par des produits chimiques (pesticides à base de métaux lourds (cuivre, arsenic, chrome, plomb...)  et/ou de molécules synthétisées par la chimie organique)

Certains de ces produits posent des problèmes non résolus de toxicité, rémanence (polluants organiques persistants) et devenir en fin de vie des matériaux traités. Ce sont des sources possibles de ce qu'on appelle Pollution intérieure et d'intoxication des bricoleurs, artisans ou ouvriers professionnels devant travailler (percer, scier, poncer) des bois pré-traités (dont les déchets sont parfois à considérer comme déchets toxiques)

## Histoire
Théophraste (371-287 avant J.-C.) a dressé une liste de bois durables. Le chêne est en Europe l'essence la plus utilisée sous le rapport de la durabilité. On croyait également que la saison d'abattage des arbres ou les phases de la lune influençaient la durabilité naturelle du bois (Indian Rig-Véda, 1000-400 avant J.-C.; Hésiode, environ 700 avant J.-C. et Confucius, 551-479 avant J.-C., etc.), mais les connaissances actuelles n'accordent la plupart du temps aucune ou peu d'importance à ces critères. Des recommandations ont également été émises concernant l'écorçage et le stockage à l'air libre des grumes ou dans l'eau afin de minimiser les attaques de ravageurs et d'empêcher les fentes: un bois complètement immergé et imbibé d'eau (conditions anoxiques) se conserve de manière illimitée ; depuis le néolithique, les établissements lacustres expérimentent quotidiennement cette capacité de l'eau ; les constructeurs de navires savaient également depuis une période indéterminée, que les parties immergées de la coque sont protégées des attaques fongiques. Une méthode de conservation des grumes survit de nos jours réalisée par trempage du bois dans l'eau. 
Les différentes traditions constructives en bois que ce soit pour des bâtiments de mer ou les bâtiments de terre, montrent un souci de perfectionnement qui vise à rendre le bois plus résistant aux attaques des insectes et des champignons.  Pour les derniers, la mise hors d'eau par des procédés adéquats de construction, et l'utilisation de bois plus durs et résistants dans les parties à risque diminuent les risques de dégradation rapide du bois. Les premiers débuts de la préservation chimique des bois comprenaient la carbonisation, le stockage dans l'eau salée et le badigeonnage à l'huile, au goudron de pin ou au brai.
Les acides résiniques contenus dans la résine des plantes, assurent une protection naturelle contre insectes, champignons, blessures. On a déterminé au XVIIIe siècle que les mâts des navires fabriqués à partir de pins provenant de la Scandinavie, riches en résine, appelés «  mâts du Nord » étaient naturellement protégé des attaques des insectes. Les acides résiniques des pins sont récupérés par distillation des produits du gemmage pour former la colophane, employée par ailleurs ainsi que différents produits moins purs ou mélangés (brais, poix et goudrons) dans le calfatage des navires et pour imperméabiliser les cordages. Au XVIIe siècle, la Suède fait un commerce florissant de son goudron de Stockholm (commercialisé sous le nom de Stockholm Tar). Le goudron de pin obtenu par carbonisation du pin à l'abri de l'air puis distillation, est un produit visqueux et collant souvent de couleur noire, qui a été largement utilisé pour la protection des bois de marine, et des bois de construction en général; il a servi également comme remède à usage interne pour l'homme, finalement comme antiseptique vétérinaire (goudron de Norvège). Le spalme est la marque d'un enduit inventé milieu XVIIIe siècle, destiné à remplacer le goudron de pin pour le calfatage les navires de la marine française, fabriqué par la Manufacture royale du spalme.
Au Moyen Âge, les recettes de l'Antiquité ont été largement adoptées, mais de nouvelles substances chimiques ont également fait leur chemin dans la préservation du bois. On sait que Léonard de Vinci (1452-1519) a enduit les panneaux de bois de ses peintures de chlorure de mercure (II) et d'oxyde d'arsenic (III). Le médecin et chimiste Guillaume Homberg (1652-1715) en 1705 recommande également le chlorure de mercure (II) pour lutter contre les foreurs du bois. On lui attribue sous le nom de sal sedativum Hombergi l'invention de l'acide borique, aujourd'hui l'un des plus importants agents de conservation préventif du bois. En 1718, un "Holtz-Balsam" (baume de bois) a été breveté et, au début du XIXe siècle, l'Encyclopædia Britannica contenait déjà des listes de produits de préservation du bois.
Le procédé  Boucherie innove en injectant dans tous les vaisseaux du bois, un liquide qui a la propriété de rendre « inattaquables aux insectes, toutes les substances solubles, alimentaires et putréfiables qui entrent dans la composition chimique et physique du bois. » Du sulfate de cuivre est injecté. Les poteaux télégraphiques, les traverses de chemin de fer et les bois de marine sont traités de cette manière.
Le chimiste anglais John Howard Kyan, après des années d'expérimentation, obtient en 1832 un brevet pour le traitement par trempage du bois avec du chlorure de mercure (II) , marquant ainsi le début de la préservation moderne du bois. D'autres substances et procédés sont rapidement arrivés sur un marché en développement. En 1874, l'œuvre de Robert Hartig Beiträge zur Mycologie und Phytopathologie für Botaniker und Forstmänner  a stimulé la recherche de produits de préservation du bois appropriés, qui ont abouti au tournant du siècle à de nombreuses nouvelles préparations.

Le bois mais aussi la pierre subissent la concurrence de l'acier et du béton. Un négociant en bois conclut milieu XIXe siècle établit rapidement: « Si l'on demandait au génie collectif de la nation de trouver un moyen efficace de hâter le dépérissement d'un arbre qui pendant plus d'un siècle a fait l'ornement des forêts il est douteux qu'on pût en proposer un plus désastreux que de l'employer à la construction d'un navire ». La même année Joseph Lambot, présente  l'Exposition universelle de 1855 un nouveau matériau, le Ferciment, précurseur du béton « destinée à remplacer le bois tant pour les constructions navales que pour celles qui ont à combattre d'humidité, telles que madriers , etc.». 

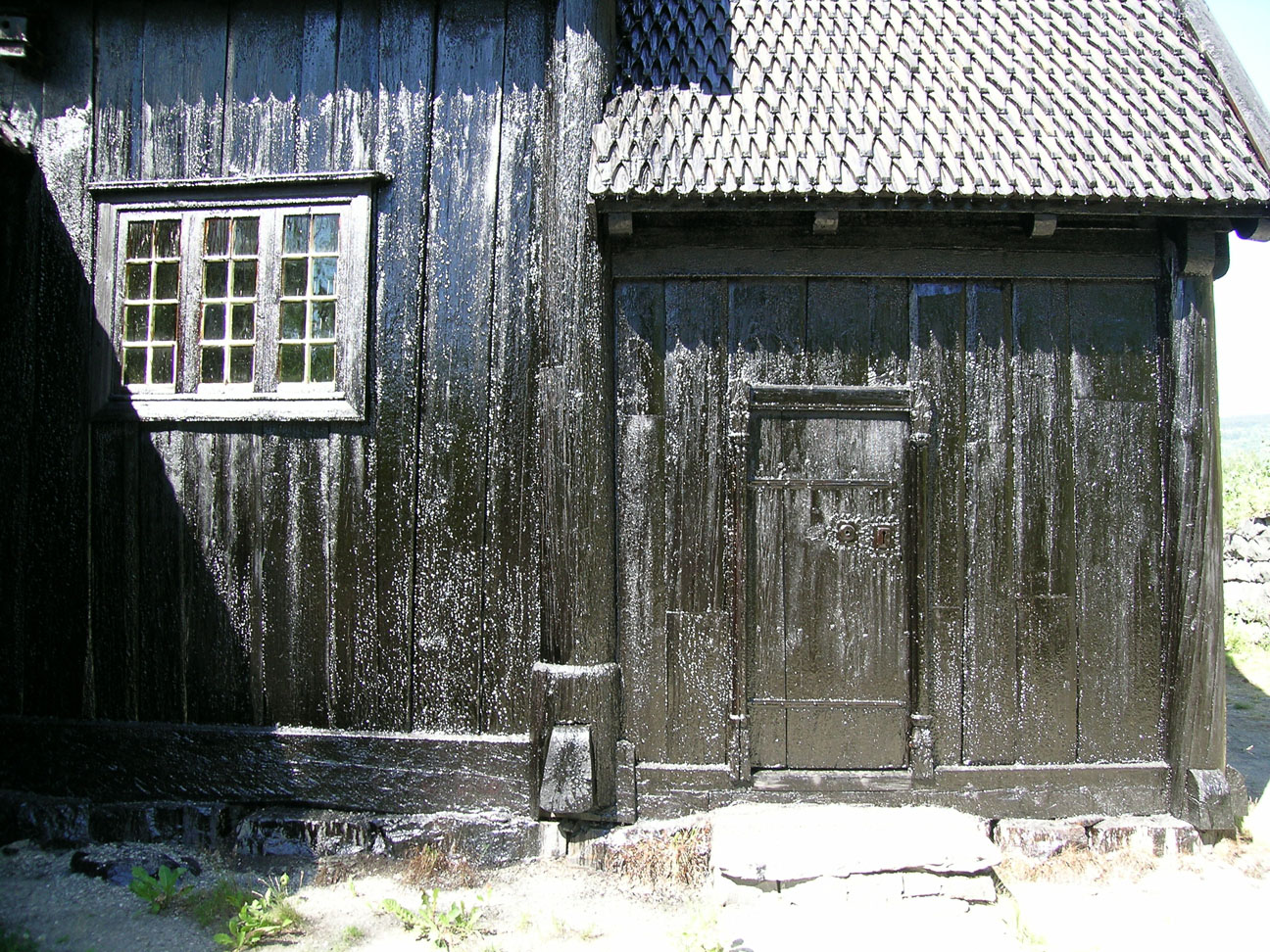
Goudron de pin, Maihaugen folk museum, Lillehammer, Norvège.

Au XIXe et début du XXe siècle des produits toxiques biocides tels que la céruse de plomb ou du minium de plomb (très toxiques, non-biodégradables et non-dégradables) ont été efficacement testés, mais ils se sont montrés trop dangereux pour les usagers ou les animaux en contact avec ces bois traités. L'industrie chimique, et celle des biocides est dopée par les progrès réalisés lors de la Première Guerre mondiale, par l'emploi des gaz de combat.
Les progrès rapides de la préservation du bois industriel n'ont eu d'abord pratiquement aucun impact sur les pratiques de conservation des objets en bois. Jusqu'en 1852-1855, Adalbert Stifter a traité l'Autel de Kefermarkt (de) en Autriche avec du sel de table qui est complètement inefficace contre les insectes. Les tentatives en 1916-1918 de chasser les foreurs de l'autel en le brossant avec du pétrole et de l'hexachloroéthane ont également échoué. Ce n'est qu'en 1929 avec l'utilisation du sinistre cyanure d'hydrogène, qui était utilisé depuis 1880 en Amérique, contre les ravageurs des plantes et des produits stockés, que des résultats sont obtenus. 
Des traitements du bois sont réalisés avec un mélange de cuivre, chrome et arsenic (CCA) dès 1934.
Seconde moitié du XXe siècle, des dizaines et centaines de produits commerciaux apparaissent sur le marché.
Signe des temps, une réunion d'experts se réunit à Rome en décembre 1959 sous l'impulsion de l'Organisation des Nations unies pour l'alimentation et l'agriculture (FAO), à propos de la préservation du bois: ses conclusions sont que l'on peut réduire l'exploitation des essences à bois très durable en utilisant des bois qui le sont moins ou pas du tout, mais qui ont subi un traitement de préservation; pour accroître les ressources en devises étrangères, on réserve les bois qui valent cher à l'exportation. Un pays importateur peut par ailleurs en traitant les bois qu'il achète, allonger leur période d'utilisation et réduire ainsi les dépenses extérieures. Grâce à l'utilisation d'un plus grand nombre d'essences, l'exploitation de nouvelles forêts peut devenir rentable; il est possible aussi d'améliorer la gestion de celles qui sont déjà exploitées; augmenter la durabilité du bois, c'est accroître les ressources en bois; presque partout, mais surtout dans les régions tropicales, « l'emploi judicieux de techniques de préservation du bois peut contribuer à améliorer les conditions de logement et à augmenter la longévité des constructions en bois ».
Des tentatives récentes ont été faites pour remplacer des substances hautement toxiques et peu respectueuses de l'environnement comme le cyanure d'hydrogène, le bromométhane et l'oxyde d'éthylène par des gaz inertes tels que le dioxyde de carbone, l'azote ou l'argon. La destruction des insectes par la réduction ou le remplacement de l'oxygène vital par ces gaz, renvoie à une méthode pratiquée dans l'Antiquité, où les grains étaient stockés dans des conteneurs hermétiquement fermés, ce qui entraînait une réduction de la teneur en oxygène à tel point que les insectes nuisibles n'avaient pas chance de survie.

## Réglementation
Ces produits sont soumis à des réglementations de plus en plus précises, notamment en Europe et Amérique du Nord. 
Aux Pays-Bas
Aux Pays-Bas, les producteurs néerlandais n'ont plus le droit d'utiliser des conservateurs du bois contenant du cuivre, du chrome ou de l'arsenic et des bois ainsi traités pour des applications à l'extérieur 
En Europe
En Europe, une directive de 1998  couvre les conservateurs du bois, précisée ou complétée par d'autres directives. 
En 2000, la Commission a annoncé son intention d'« adopter dans un proche avenir des mesures de mise en œuvre de cette directive et les conservateurs du bois seront prioritaires pour l'évaluation. La question de la proposition d'une directive supplémentaire restreignant la commercialisation de ces biocides sera envisagée à la lumière des résultats de cette évaluation » . 
En 2000, la commission a fait savoir que les industriels avaient proposé de prendre en charge la réduction des risques liés à l'arsenic via un accord volontaire. La Commission examinait cette proposition en 2000  et elle rappelle que « Quelle que soit sa classification (déchet dangereux ou non dangereux), le bois imprégné ne peut être recouvert ou éliminé qu'en conformité avec les dispositions de l'article 4 de la directive 75/442/CEE, c'est-à-dire sans mettre en danger la santé de l'homme et sans porter préjudice à l'environnement, et notamment sans créer de risque pour l'eau, l'air ou le sol, ni pour la flore et la faune, sans provoquer d'incommodités par le bruit ou les odeurs et sans porter atteinte aux sites et aux paysages.».
En France
En France, concernant la mise sur le marché et le réemploi de bois traités, un arrêté autorise des dérogations (pour certains usages professionnels uniquement), mais interdit certains usages et l'usage de bois ayant été traités avec certains produits dont les produits dits "créosotes" (liste ci-dessous)
- Créosote	                                                 (Numéro EINECS : 232-287-5 ; Numéro CAS : 8001-59-9)
- Huile de créosote	                                         (Numéro EINECS : 263-047-8 ;Numéro CAS : 61789-28-4)
- Distillats de goudron, de houille, huiles de naphtalène	 (Numéro EINECS : 283-484-8 ; Numéro CAS : 84650-04-4)
- Huile de créosote, fraction acénaphtalène	                 (Numéro EINECS : 292-605-3 ; Numéro CAS : 90-640-84-9)
- Distillats supérieurs de goudron houille	                 (Numéro EINECS : 266-026-1 ; Numéro CAS : 65996-91-0)
- Huile anthracénique	                                         (Numéro EINECS : 292-602-7 ; Numéro CAS : 90640-80-5)
- Phénols de goudron, charbon, pétrole brut	                 (Numéro EINECS : 266-019-3 ; Numéro CAS : 65996-85-2)
- Créosote de bois	                                         (Numéro EINECS : 232-419-1 ; Numéro CAS : 8021-39-4)
- et tous résidus d'extraction alcalins (charbon), goudron de houille à basse température

## Principaux produits chimiques de conservation/imprégnation du bois utilisés depuis un siècle

### Le pentachlorophénol (PCP)
Le pentachlorophénol (ou PCP) est un produit toxique, qui peut lui-même contenir des microcontaminants dont dioxines et furanes, ou hexachlorobenzène issus du processus de fabrication.

### Arséniate de cuivre chromé (ou chromaté) ou CCA
Ce produits breveté en 1934 s'est montré très efficace mais très toxique (et cancérigène) ; de plus, les CCA étaient réputés théoriquement se fixer dans les membranes des cellules en ne laissant que des traces de produit résiduel à l’état libre dans le bois et à sa surface, mais des cas d'empoisonnements mortels d'animaux (chiens) ayant mâché des copeaux[réf. souhaitée], et des cas de pollution du sol ou du sable sous les jeux d'extérieur en bois pour enfants[réf. souhaitée], voire pollution de puits (États-Unis)[réf. souhaitée] ont montré que ce produit, une fois exposé aux pluies pouvait migrer et polluer l'environnement. le traitement CCA est susceptible d'avoir de graves effets directs et indirects sur les ressources halieutiques et les écosystèmes touchés et il est source de pathologies graves (dont neuropathies et problèmes neuropsychologiques) pour les personnes exposées aux fumées issues de ces bois en cas d'incendie ou de brûlage volontaire,. Les ouvriers des usines d'application, ainsi que ceux exposés aux poussières dans les usines où l'on travaille des bois pré-traités sont également concernés.
Depuis les années 1990, ce produit est peu à peu interdit par un nombre croissant de pays et pour un nombre croissant d’usages. Certains stocks ont été vendus, de pays riches vers des pays où ce produit n'était pas encore interdit. En 2002 par exemple environ 200 t d’arséniate de cuivre chromaté exportées de Grande-Bretagne à la firme Ethiopian Power Corporation ont été trouvées sur le port de Djibouti dans des bidons de plastique qui avaient déjà commencé à fuir sur le bateau (ils auraient dû être en acier). Et alors que la FAO annonçait une catastrophe écologique, les autorités portuaires démentaient. Les bidons avaient été stockée dans cinq camions garés sur le port. Certains ouvriers ayant manipulé ce produit l'ont inhalé et ont dû être hospitalisés. Selon la presse locale, du produit coulait des camions sur le port, à 400 m d’un dépôt d'aide alimentaire de la banque mondiale. La FAO avait estimé à 35 000 dollars US le cout d'un traitement en urgence et plus de 80 000 dollars pour le remballage et la décontamination des conteneurs. Aux 10 conteneurs interceptés en janvier 2002 s'en ajoutaient 5 début mars 2002.

En Europe, plusieurs textes (p. ex. les directives 76/464/CEE et suivantes) concernent la pollution causée par certaines substances dangereuses déversées dans le milieu aquatique. Cette directive s'applique a priori à l'introduction de bois créosoté dans les eaux de surface. En France, un décret du 17 novembre 2004 précise les conditions de mise sur le marché et d'emploi de l'arsenic et de ses composés, interdit l’arsenic pour le traitement des bois, mais avec de nombreuses dérogations.

### L'arséniate de cuivre ammoniacal (ACA)
La combinaison de l'arsenic et du cuivre en arséniate de cuivre ammoniacal (l'ammoniaque facilite la pénétration dans le bois) rend ce produit efficace contre les champignons, les bactéries et les insectes, mais ces deux composants sont très écotoxiques et non dégradables. Ils posent notamment problème en fin de vie de l'objet.

### L'arséniate de cuivre et de zinc ammoniacal (ACZA)
Ce produit a été introduit au Canada pour remplacer l'arséniate de cuivre ammoniacal (ACA). Une usine l'a utilisé notamment pour les fortes sections et les applications en milieu marin. L'ACZA pénètre beaucoup mieux le bois de sapin de Douglas que le CCA grâce à l'ammoniaque, qui joue le rôle de solvant.

### Produits de préservation sans arsenic ni chrome
Ce sont souvent des produits à base d'éthyloamine de cuivre (écotoxique pour de nombreux organismes aquatiques) additionnés de co-biocide(s) à « faible » toxicité pour les mammifères. 

ex. : l’ACQ (composé quaternaire de cuivre aminé) et le CBA (composé de type azole de cuivre et de bore), utilisés en Europe et au Japon depuis plusieurs années; l’ACQ est aussi employé aux États-Unis. Ils ne sont ni aussi bien fixés dans le bois ni aussi stables que le CCA, et leur histoire est moins bien documentée. Ils sont aussi plus chers que le CCA.

### Alternatives de type biocides strictement organiques
Ces alternatives sont en cours de développement et bien que parfois plus coûteux, ils présentent l’avantage d’être efficaces et utilisables à faible dose. Leur principal inconvénient jusqu’à présent se trouve être leur principale vertu : ils sont biodégradables dans le sol, et ils le sont aussi dans le bois. Ces traitements doivent être renouvelés. 

Certaines huiles essentielles naturelles sont étudiées comme modèles.

### Produits de préservation à base de borate de sodium
Les produits à base de borate de sodium ne peuvent actuellement remplacer le CCA ou les produits à l’huile car mal fixés dans le bois. Mais ils conviennent pour les bois non exposés aux pluies, qu'ils protègent aussi du feu.
L'évolution de la maitrise des mélanges permet avec l'association de fixant ayant aussi un rôle retardateur de feu, à avec des bases de silice comme le silicate de potassium, permet une utilisation en extérieur et remplace les produits existants dans les classes de risques 3.2 extérieur, bois non en contact avec le sol.

### Créosote et distillats de goudron de houille (ou de bois)
Les créosotes et distillats de goudron de houille ou les produits similaires ainsi que les préparations en contenant (généralement dénommés  «créosotes») ne peuvent plus être utilisées, sauf dérogations (si concentration en B[a]P inférieure à 0,005 % en poids, soit 50 ppm) et si la concentration en phénols extractibles par l'eau inférieure à 3 % en poids (soit 30 g/kg).
Dans de nombreux pays l'usage des traverses traitées est limité (ex en France depuis un arrêté du 2 juin 2003 interdit la vente et l’usage des traverses de chemin de fer pour les particuliers) ; Mais ces produits ont pu pour certains industriels être légalement encore utilisée pour le traitement du bois (si contenant une concentration de benzo[a]pyrène («B[a]P»), et de phénols extractibles ne dépassant pas certains niveaux).  
Des dérogations ont été données à certains industriels, mais la mise sur le marché du bois ainsi traité était interdite. Et tout usage  à l'intérieur de bâtiment était interdit, et à l'extérieur lorsqu'il était susceptible d'entrer en contact avec des produits destinés à l'alimentation humaine ou animale, sur les terrains de jeux et les autres lieux récréatifs publics de plein air ou en cas de risque de contact avec la peau.

## Procédés d'imprégnation
Différents procédés d'imprégnation des bois peuvent être utilisés : pulvérisation, trempage, autoclavage sous vide.

Dans tous les cas il convient de prendre les plus grandes précautions lors de ces travaux compte tenu de la toxicité des produits employés, souvent cancérogènes, mutagènes ou reprotoxiques 

## Recyclage de bois traités

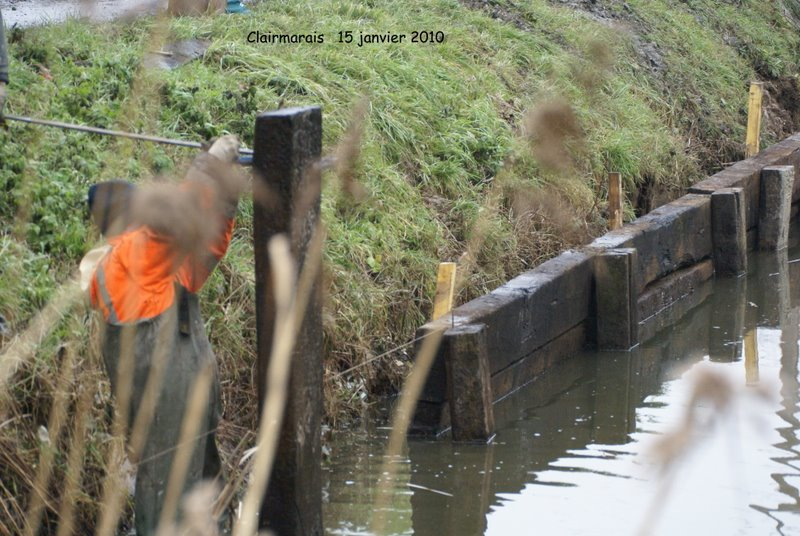
Un des problèmes posés par les bois traités en fin de vie ou lors de leur recyclage est le devenir des polluants (ici la créosote) qu'ils contiennent. Exemple de restauration de berges (en France) avec d'anciennes traverses de chemin de fer, malgré le risque de pollution par la créosote qui libère des toxiques solubles dans le gras, et qui risque notamment ici de contaminer les anguilles.

## Marché de l'occasion
Il concerne essentiellement les anciennes traverses de chemin de fer, et moindrement des poteaux de bois.
Pour l'Europe : 
- Avant 1999, le bois anciennement traité à la créosote disponible sur le marché de l'occasion pouvait être utilisé quel que soit le type de créosote appliquée, sauf dans certains cas.
- En 1999, à la suite d'une étude relative aux effets de la créosote sur la santé (7) et de l'examen effectué ultérieurement par le comité scientifique de la toxicité, de l'écotoxicité et de l'environnement (ci-après dénommé «CSTEE») (8), la Commission a entamé des discussions avec les États membres en vue de réviser les dispositions de la directive 76/769/CEE concernant la créosote.
- Le 26 octobre 2001, la Commission, a adopté la directive 2001/90/CE (9) portant septième adaptation au progrès technique de l'annexe Ide la directive 76/769/CEE (créosote). Le second considérant du préambule renvoie à l'étude susmentionnée selon les conclusions de laquelle la créosote présente un pouvoir cancérogène supérieur à ce que l'on pensait auparavant. Le troisième préambule mentionne les résultats de l'évaluation de l'étude menée par le CSTEE selon laquelle la créosote à une concentration en B[a]P de moins de 0,005 % en poids et/ou le bois traité avec cette créosote présentent un risque de cancer pour les consommateurs et que l'ampleur du risque est clairement préoccupante.
- La directive 2001/90/CE a remplacé le point 32 de l'annexe Ide la directive 76/769/CEE, introduisant de nouvelles restrictions à la mise sur le marché et à l'emploi de la créosote pour le traitement du bois et le bois créosoté. Suivant les dispositions du point 32, la créosote ne peut être utilisée pour le traitement du bois et le bois ainsi traité ne peut être mis sur le marché. 
Toutefois, par dérogation, la créosote peut être utilisée pour le traitement du bois dans les installations industrielles ou par des utilisateurs professionnels pour le retraitement in situ si elle contient une concentration en B[a]P inférieure à 0,005 % en poids (soit 50 ppm) et une concentration en phénols extractibles par l'eau inférieure à 3 % en poids (soit 30 g/kg). Ce type de créosote ne peut être vendu aux consommateurs et ne peut être mis sur le marché que dans un emballage d'une capacité de 20 litres ou plus.
L'emballage doit porter la mention « Réservé aux installations industrielles ou aux utilisateurs professionnels ». 
Le bois traité de cette manière qui est mis sur le marché pour la première fois ou est retraité in situ, est réservé à un usage exclusivement professionnel et industriel (chemins de fer, lignes électriques et de télécommunications, clôtures, utilisations dans l'agriculture, installations portuaires ou voies fluviales). Son utilisation est toutefois interdite à l'intérieur de bâtiments, sur les terrains de jeux, dans les parcs, les jardins et les autres lieux récréatifs publics de plein air, en cas de risque de contacts fréquents avec la peau, dans la fabrication de meubles de jardin ou lorsqu'il est susceptible d'entrer en contact avec des produits destinés à l'alimentation humaine ou animale. Le bois traité à la créosote avant l'entrée en vigueur de la directive 76/769/CEE, modifiée par la directive 2001/90/CE, peut être revendu sur le marché de l'occasion, à l'exception des cas mentionnés ci-dessus où son emploi est totalement exclu.

Le cas du charbon de bois : Du charbon de bois a été produit (par exemple en France par la Société SIDENERGIE, fabriqué à Laval-de-Cère (Lot) à partir de traverses créosotées et vendu dans les grandes surfaces comme « charbon de bois à usage domestique », sans que l'étiquette ne mentionne la nature et l’origine des bois utilisés), avec des déchets industriels spéciaux, dont des traverses créosotées fournies par la SNCF. 

Un arrêté du 7 août 1997 « relatif aux limitations de mise sur le marché et d’emploi de certains produits contenant des substances  dangereuses » mentionne clairement que l’utilisation des bois anciennement traités à la créosote est interdite « … pour la  confection de matériels susceptibles de contaminer des produits bruts, intermédiaires et/ou finis destinés à l’alimentation  humaine et/ou animale » mais le 14 septembre 1999, le Conseil Supérieur d’Hygiène Publique a rendu un avis autorisant la fabrication de charbon de bois à partir de ces déchets industriels. avant que le 26 octobre 2001, la Commission européenne ne confirme l’interdiction et rappelle : « … il existe des éléments scientifiques suffisants pour soutenir l’idée que la créosote … et/ou le bois traité avec cette créosote présentent un risque de cancer pour les consommateurs et que l’ampleur du risque est clairement préoccupante.»